# Christa Engler-Feldmann
Christa Engler-Feldmann (* 24. Dezember 1926 in Chemnitz; † 1997) war eine deutsche Malerin und Textilgestalterin.

## Leben und Werk
Christa Engler-Feldmann studierte von 1949 bis 1951 an der Fachschule für Weberei Chemnitz und anschließend bis 1958 Malerei bei Rudolf Bergander an der Hochschule für Bildende Künste Dresden. Für ihre Diplomarbeit schuf sie das Tafelbild „Nähstube“. Danach arbeitete sie in Dresden als freischaffende Malerin und als Entwerferin für Gobelins und andere künstlerische Textilien. Außerdem lehrte sie an der Spezialschule für künstlerische Textilgestaltung Dresden. Sie war bis 1990 Mitglied im Verband Bildender Künstler der DDR.

## Werke (Auswahl)

### Malerei (Auswahl)
- Schrott sammelnde Kinder (Öl, 125 × 60 cm; auf der Vierten Deutschen Kunstausstellung)[2]
- Garnwickelnde Kinder (Öl, 1959, 95 × 100 cm)[3]
- Porträt eines kleinen Mädchens (um 1960, Öl)[4]
- Stillleben mit Zitronen (Öl)[5]
- Das Fädchenspiel (1961, Öl, 95 × 110 cm)[6]
- Hausfrauenbrigade (vor 1962, Öl; auf der Fünften Deutschen Kunstausstellung)[7]
- Erzgebirge früher und heute (1968, Mischtechnik; Sächsischer Kunstfonds)[8]

### Textilkunst (Auswahl)
- Heitere Szenen aus Dresden (1969, Wandteppich; vormals im Restaurant des Kulturpalastes Dresden, jetzt im Bestand des Stadtmuseums Dresden)[9]
- Erzgebirge (1970, Wandteppich; Kunstgewerbemuseums Dresden)[10]
- Komposition Rot-Grün (1980er Jahre, Applikation)[11]
- Sterbender Wald (1983, Applikation)[12]

## Ausstellungen (mutmaßlich unvollständig)

### Einzelausstellungen
- 1981: Freital

### Teilnahme an Gruppenausstellungen
- 1958 und 1962/1963: Dresden, Vierte und Fünfte Deutsche Kunstausstellung
- 1960: Dresden, Albertinum („Junge Künstler“)
- 1960: Berlin, Pavillon der Kunst („Frauenschaffen und Frauengestalten in der bildenden Kunst. 50 Jahre Internationaler Frauentag“)
- 1961: Berlin, Deutsche Akademie der Künste („Junge Künstler. Malerei.“)
- 1972, 1974, 1979 und 1985: Dresden, Bezirkskunstausstellungen
- 1983: Berlin, Ausstellungszentrum am Fernsehturm („Textilminiaturen“)